# Iosafat

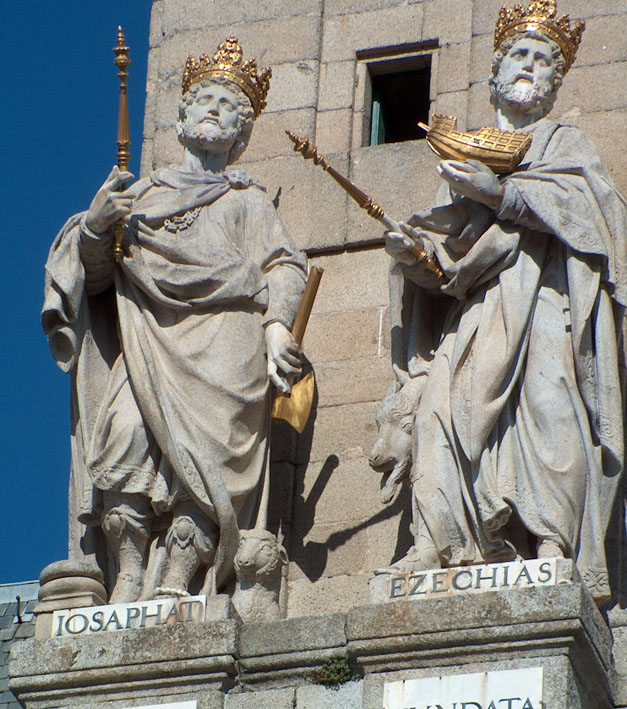
Regele Iosafat (stânga) și Iezechia (dreapta)

Iosafat (în ebraică: יְהוֹשָׁפָט, Standard: Yəhošafat, Tiberiană: Yəhôšāp̄āṭ; "Yahweh este judecător") este menționat în Vechiul Testament ca al patrulea rege în Iuda, din casa lui David. El era fiul lui Asa și al Azubei, fiica lui Șilhi. El a domnit între 873 î.Hr. - 849 î.Hr. (Albright), 870 î.Hr. - 848 î.Hr. (Thiele) sau 870 î.Hr. - 845 î.Hr. (Galil). Iosafat a domnit douăzeci și cinci de ani și a venit pe tron la treizeci și cinci de ani.

## Domnie
După trei ani de pace cu Siria, Iosafat s-a dus la Ahab, regele Israelului - cu a cărei soră se căsătorise, pentru a recuceri împreună Ramotul Galaadului. Însă regele Ahab a murit în timpul bătăliei, iar iudeii s-au retras împreună cu Iosafat (III Regi 22:19-38).
Apoi, Iosafat a făcut o alianță comercială cu Ohozia, urmașul lui Ahab, pentru a aduce aur pe mare de la Ofir. Dar corăbiile s-au sfărâmat la Ețion Gheber (III Regi 22:48-49).
Iosafat a adus pacea între Iuda și Israel și a ajutat Israelul în multe privințe. Când Moabul și Ammoniții s-au răsculat împotriva Israelului, Iosafat a pornit cu armata împotriva lor, și înainte a postit. Dar când el a ajuns la muntele Seir, a văzut pe moabiți și ammoniți la pământ, pentru că se luptaseră între ei. Iosafat s-a întors acasă și nu a mai purtat nici un război, până a murit (II Cronici 20:22-25).
Iosafat a avut mai mulți fii cu sora lui Ahab: Ioram, Azaria, Iehiel, Zaharia, Azaria, Micael și Șefatia. După ce Iosafat a fost înmormântat la un loc cu strămoșii săi, Ioram a devenit rege în locul lui Iosafat.